# Limgha
Limgha (nep. लिम्घा) – gaun wikas samiti w zachodniej części Nepalu w strefie Lumbini w dystrykcie Gulmi. Według nepalskiego spisu powszechnego z 2001 roku liczył on 678 gospodarstw domowych i 3398 mieszkańców (1882 kobiet i 1516 mężczyzn).